# Uniti
Uniti è il quarto album del cantautore Povia e tredicesimo album del cantautore Francesco Baccini, pubblicato nel 2008 dalla Target.
Di tale album sono state pubblicate due versioni: la prima una versione mini-CD con copertina a colori contenente solo 3 brani e il videoclip; la seconda, intitolata "Uniti - duemilacinqueduemilaotto, formata da un CD contenente 13 brani e un DVD con 8 videoclip.

## MiniCD

### Tracce
1. Uniti - 3:27
2. Il cielo di Milano - 4:45
3. È meglio vivere una spiritualità - 3:29
4. Uniti videoclip - 4:35

## Uniti - duemilacinqueduemilaotto

### Tracce CD
1. Uniti - 3:27
2. In fuga - 3:21
3. È meglio vivere una spiritualità - 3:29
4. Giulia già se ne va - 3:45
5. Mia sorella - 3:39
6. Il cielo di Milano - 4:45
7. Due navi - 4:40
8. Troppa libertà - 3:50
9. Maledetto sabato - 4:00
10. Navigante di te - 4:27
11. Ecco cosa c'è - 2:46
12. Fragile - 3:17
13. Vorrei avere il becco - 2:56

### Tracce DVD
1. Uniti videoclip - 4:35
2. Il topo mangia il gatto videoclip - 3:22
3. T'insegnerò videoclip - 3:55
4. Video back stage "Uniti" - 10:23
5. Speciali IMD Independent Music Day - 10:20
6. Baccini Live: Il topo mangia il gatto - Monnalisa - Il cielo di Milano
7. Povia Live: Ecco cosa c'è - Irrequieta - Ma tu sei scemo
8. Fotogallery "Uniti"  videoclip